# Vitry-sur-Seine
Vitry-sur-Seine è un comune francese di 96 205  abitanti situato nel dipartimento della Valle della Marna nella regione dell'Île-de-France.

## Società

### Evoluzione demografica
Abitanti censiti

## Geografia antropica

### Suddivisioni amministrative
Vitry-sur-Seine è suddiviso in due cantoni, denominati Cantone di Vitry-sur-Seine-1 e Cantone di Vitry-sur-Seine-2. Prima della riforma dei cantoni del 2014, era invece diviso in tre cantoni, Vitry-sur-Seine-Est, Vitry-sur-Seine-Nord e Vitry-sur-Seine-Sud. Né i cantoni attuali né quelli precedenti comprendevano altri comuni.

## Sport

### Calcio
La città è sede del Club Athlétique de Vitry, società che all'inizio degli anni dieci vinse due edizioni del Championnat de France de football FCAF.

## Amministrazione

### Gemellaggi
- Kladno, Repubblica Ceca, dal 1966
- Meißen, Germania, dal 1973
- Burnley, Regno Unito, dal 1995